# Бэдэрэу, Евгений
Евге́ний Бэдэрэ́у (также Евге́ний Дми́триевич Бодаре́у, рум. Eugen Bădărău; 19 сентября (2 октября) 1887, Фолтешть, Галац, Румыния — 11 марта 1975, Бухарест, Румыния) — румынский физик, доктор наук, профессор, действительный член Румынской академии наук. Основатель румынской школы физики плазмы.

## Биография

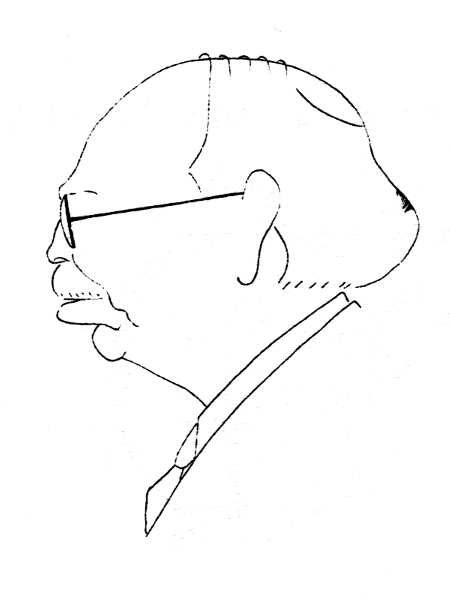
Евгений Бэдэрэу (около 1940 г.) Рисунок Георге Ману

В 1905 году окончил школу в Измаиле. В 1905—1907 годах учился в Высшей технической школе в Граце, Австрия, а с 1907 по 1911 год — в Высшей нормальной школе в Пизе, Италия, где остался в качестве ассистента и докторанта профессора А. Баттелли. В 1912 году защитил докторскую диссертацию на тему: «Диэлектрическая проницаемость газов и газовых смесей». В 1912—1914 годах был ассистентом в Институте экспериментальной физики в Пизе.
В 1914 году переехал в Российскую империю и стал ассистентом О. Д. Хвольсона на физическом факультете Императорского Петроградского университета. В 1917 году принимал участие в создании Государственного оптического института под руководством Д. С. Рождественского, в частности, в 1918 году возглавлял комиссию для оценки имущества владельца бывшей конфетной фабрики А. И. Колесникова, так как помещения этой фабрики передавались институту. В 1918—1921 годах работал в Высшем институте фотографии и фототехники.
В 1921 году переехал в Румынию и стал доцентом, а затем профессором лаборатории экспериментальной физики в Черновицком университете, в 1926—1928 годах был деканом факультета наук. В 1934 году стал заведовать кафедрой корпускулярной физики, в 1935—1962 годах работал на кафедре акустики, оптики и молекулярной физики.
В 1935 году стал одним из основателей Румынской академии наук. В 1948 году был избран её действительным членом.
В 1940—1944 годах был техническим директором Румынской радиовещательной компании. В 1949—1956 годах был заведующим кафедрой оптики и спектроскопии Института физики Бухарестской академии. В 1955 году создал акустическую комиссию и стал её руководителем. В 1956—1975 годах был директором Института физики Румынской академии.

## Научная деятельность
В 1912 году в своей докторской диссертации экспериментально доказал формулу Клаузиуса — Моссотти для воздуха и различных газовых смесей до давления в триста атмосфер. В 1914–1921 годах исследовал двойное лучепреломление изотропных тел в магнитном поле и разработал новый тип интерферометра. В Черновцах он инициировал первые исследования по физике газовых разрядов в Румынии, став пионером в области физики плазмы.
Опубликовал ряд классических статей об источниках положительных ионов, вторичной эмиссии твердых тел, катодном падении, газовых разрядах низкого давления, влиянии нагрузки стенок на напряжение зажигания, остаточной яркости возбужденных газов. Одним из первых экспериментально доказал существование электронной эмиссии металлов под действием бомбардировки положительными ионами. Занимался проблемой шумового загрязнения и применением ультразвука при испытании строительных материалов. Также исследовал производство духов, влияние ультразвука на рост растений.

## Признание
- 1962 — эмерит-профессор.
- 1966 — орден «За научные заслуги»